# Lamanonia chabertii
Lamanonia chabertii là một loài thực vật có hoa trong họ Cunoniaceae. Loài này được (Pamp.) L.B.Sm. mô tả khoa học đầu tiên năm 1958.